# Bistum Mariana

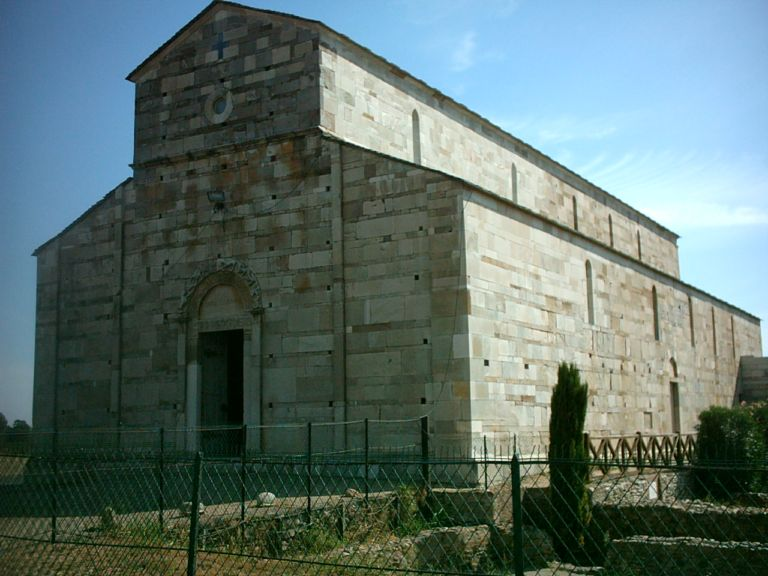
Die Kathedrale Mariä Himmelfahrt in Mariana

Das Bistum Mariana (lat.: Dioecesis Marianensis in Insula Corsica) war eine auf Korsika gelegene ehemalige Römisch-katholische Diözese. Der Bischofssitz war in Mariana. 

## Geschichte
Das Bistum Mariana wurde um das Jahr 300 errichtet. Erster Bischof war Catonus Leo Corsicanus. Am 27. April 1092 wurde das Bistum Mariana durch Papst Urban II. mit der Päpstlichen Bulle Cum universis dem Erzbistum Pisa als Suffraganbistum unterstellt. Das Bistum Mariana wurde am 19. März 1133 durch Papst Innozenz II. mit der Päpstlichen Bulle Iustus Dominus dem Erzbistum Genua als Suffragansitz unterstellt. 1563 wurde das Bistum mit dem Bistum Accia zum Bistum Accia und Mariana vereinigt.  
Am 29. November 1801 wurde das Bistum Accia und Mariana durch das Konkordat von 1801 durch Papst Pius VII. mit der Päpstlichen Bulle Qui Christi Domini aufgelöst und das Territorium wurde dem Bistum Ajaccio angegliedert.
Im Jahre 1747 umfasste das Bistum Accia und Mariana etwa 18 Pfarreien.
Im April 2002 wurde das Bistum Mariana als Titularbistum Mariana in Corsica wiedererrichtet.